# Teorias de colapso objetivo
Teorias de colapso objetivo, são as teorias físicas que explicam o colapso da função de onda de uma superposição de estados do problema da medição na mecânica quântica assumindo um colapso da função de onda real para ocorrer o estado observado.

## Aspecto  variável  da  teoria  do  colapso  objetivo
- O  gato  de  Schrödinger  é  uma  realidade  existente,  mas  é  um  giro  da  realidade  das  sensações,  para  que,  por  extenuo  das  sensações,  enganosas  até  uma  realidade  completa,  uma  informação  quântica,  sobre  uma  singularidade. O papel  real  da  energia  é  o  da  transformação,  a  transformação,  tendo  acontecida  é  mais  informação  que  temos  a  respeito  de  determinado  fenômeno  físico  e  psíquico  em  todos  os  campos.
- Um  momento  quântico  é  de  uma  informação  física  para  mais,  esse  momento  é  um  principio  físico,  que  depois  de  concluído,  dentro  de  previsores  medidas  pela  matemática  física,  para  uma  determinada  quantia  de  energia,  mas  o  fato  é  que  a  realidade  da  transformação  não  pode  ser  incerta,  ou  seja,  o  principio  da  concertação  da  energia  e  a  física  quântica  e  tudo,  só  funcionam,  dentro  de  um  universo  passível  de  ser  observado  como  sensação.
- Ao  se  imaginar  o  processo,  qualquer  que  seja  se  esta  se  aproximando  de  um  tema  da  física  que  aborda  esse  caminho  físico  do  próprio  pensamento,  se  intitula  como  uma  variação  do  gato  de  Schrödinger  dentro  da  física  quântica.

## O  experimento  mental
.Quanto  ao  fator  psíquico  que  toda  transformação  de  energia  física  que  o  fenômeno  físico  anterior  permeia  e  desencadeia,  pode-se  dizer,  que  em  escalas  diferentes  de  se  conhecer  o  fenômeno  os  seres  perceptivos  podem  serem  considerados  transmições  e  receptores  de  uma  informação  que  não  se  conhece  no  mundo  paupavel  e  mais  próximo  do  contato  físico  real,  sendo  toda  transformação  uma  realidade,  desordem  quanto  ao  que  poderia  se  existir  de  bem  ou  mal,  afeta  mais  quem  são  os  receptores  de  ordem  física  e  menos  os  que  estão  perto  da  realidade  considerada  o  menos  de  sensações  possíveis. 